# Гандев, Христо
Христо Гандев (25 декабря 1907, Велико-Тырново, Княжество Болгария — 27 июля 1987, София, Болгария) — болгарский историк.
В 1940 году стал преподавателем Софийского университета. В период 1946—1961 гг. был заведующим кафедрой новой всеобщей истории Софийского университета. С 1948 по 1951 год был деканом историко-филологического факультета Софийского университета. С 1958 г. он был директором Этнографического института с музеем Болгарской академии наук до 1972 г., когда вышел на пенсию.
Большой заслугой Христо Гандева перед болгарской историографией является введенная им концепция раннего болгарского возрождения, которая в конце XX века была окончательно принята болгарской историографией.